# Rupert Keutzl

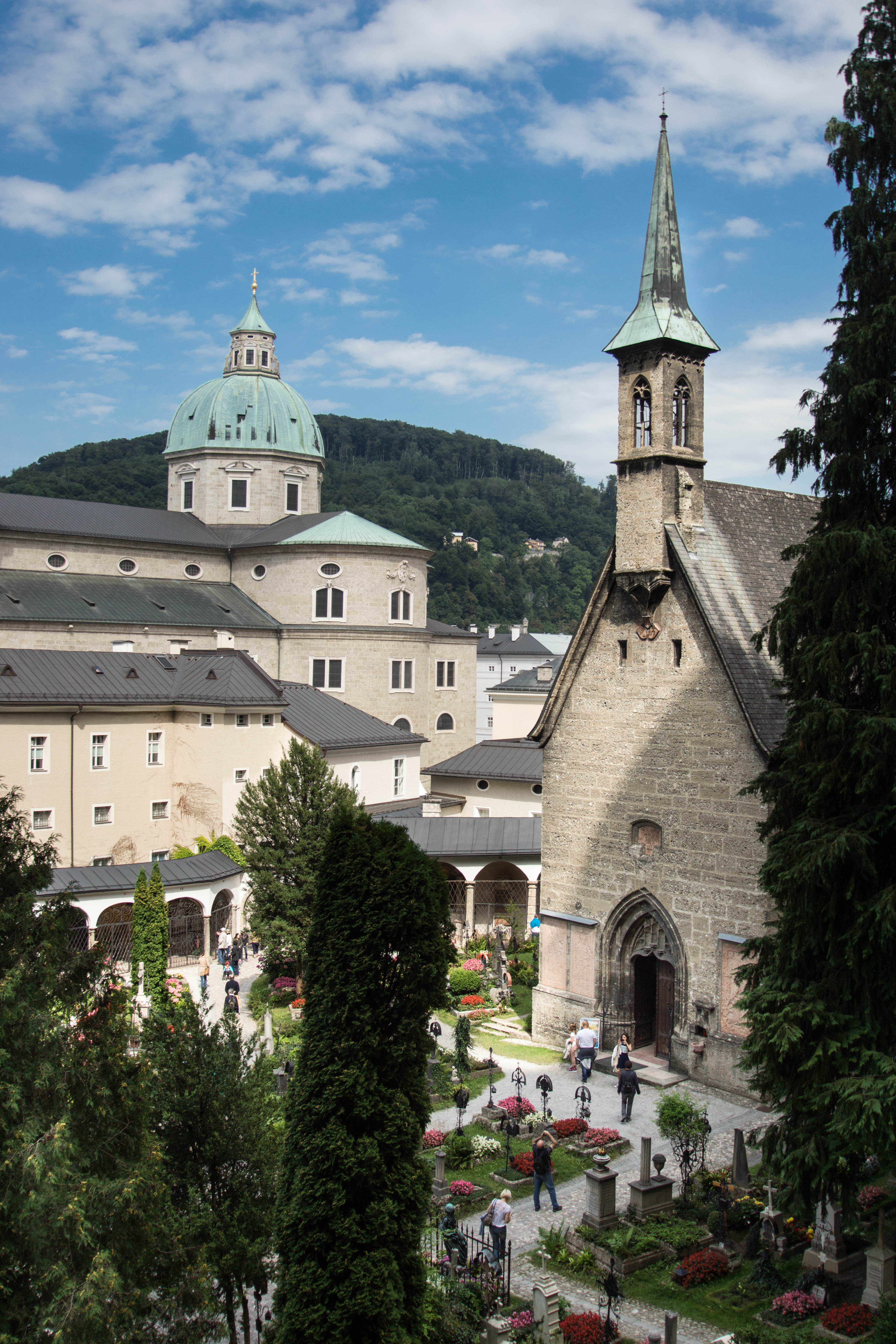
Die Margarethenkapelle. Keutzls Grabstein befindet sich unmittelbar links vom Portal.

Rupert Keutzl († 7. Dezember 1495 in der Stadt Salzburg) war ein Abt des Stiftes St. Peter.

## Leben und Wirken
Er wurde in eine Salzburger Patrizierfamilie geboren.
Rupert legte am 14. Juni 1443 die Mönchsprofess ab. 1445 bis 1451 studierte er an der Universität Wien. Bald darauf wurde er Prior im Stift Millstatt am Millstätter See. Im Stift St. Peter war er zeitgleich Ökonom und Cellerar. Bei Reformen im Stift Admont (1462/1463) wurde Keutzl als Konsultor in das steirische Stift gerufen. Von 1463 bis zu seiner Abtswahl (1466) war er Propst in Wieting. Im Jahr 1485 begannen Bauarbeiten an der Margarethenkapelle im Petersfriedhof; die dem hl. Amandus geweihte Vorgängerkapelle wurde abgetragen. Sie wurden 1491 abgeschlossen. 
1485 ließ er von Salzburger Goldschmieden einen Abtstab fertigen, der als Keutzl-Pastorale bekannt ist, im Salzburger DomQuartier ausgestellt ist und als Meisterwerk der spätmittelalterlichen Goldschmiedekunst gilt. Ebenso hoch im Ansehen der Fachwelt steht die von Keutzl erworbene Pretiosen-Mitra.
Keutzl wurde im Raum vor der Marienkapelle, dem alten Kapitelsaal von St. Peter, bestattet. Der Grabstein wurde bei Renovierungsarbeiten Ende des 19. Jahrhunderts an einer Außenmauer der Margarethenkapelle angebracht. In der Margarethenkapelle liegen einige seiner Verwandten.
Aus seinem Nachlass sind mehrere Briefe erhalten, wie auch eine Textsammlung zur Admonter Visitation des Jahres 1462 und eine an die „Mönche von St. Valentin“ gerichtete Predigt.